# Esthela Acero
Esthela Liliana Acero Lanchimba (Cangahua, 22 de diciembre de 1984) es una política y activista indígena kayambi ecuatoriana. Fue legisladora ecuatoriana de 2013 a 2017.

## Biografía
Es hija de Fidel Acero y Pastora Lanchimba. Cursó sus estudios primarios en la Escuela 29 de Octubre, y los secundarios en el Colegio Nacional Natalia Jarrín del cantón Cayambe, donde fue becada. Realizó sus estudios superiores en la Universidad José Antonio Echeverría de La Habana, Cuba, centro académico en el que obtuvo el título de ingeniera industrial.
En 2013 fue elegida asambleísta de la Asamblea Nacional de Ecuador por la provincia de Pichincha. Se desempeñó además como secretaria de la Mesa de Agricultura, Ganadería y Pesca del Parlatino, presidenta de la Mesa de Asuntos Indígenas y Etnias, y presidenta del Grupo Parlamentario de amistad con Paraguay. También fue dirigente juvenil del movimiento indígena, de la Coordinadora Juvenil de Solidaridad con Cuba, y de la OPEC (Organización Plurinacional de Estudiantes ecuatorianos en Cuba).
En 2018 asume el puesto de consejera del Consejo Nacional Electoral definitivo.